# Incidente del sommergibile Titan
L''incidente del sommergibile Titan è un incidente marittimo avvenuto il 18 giugno 2023, quando il sommergibile Titan, gestito dalla società privata statunitense OceanGate, è imploso in acque internazionali nell'Oceano Atlantico settentrionale. Il mezzo, con cinque persone a bordo, stava compiendo una spedizione turistica per visitare il relitto del RMS Titanic, situato a 3 800 metri di profondità sotto il livello del mare.

## Antefatti

### IlTitanic

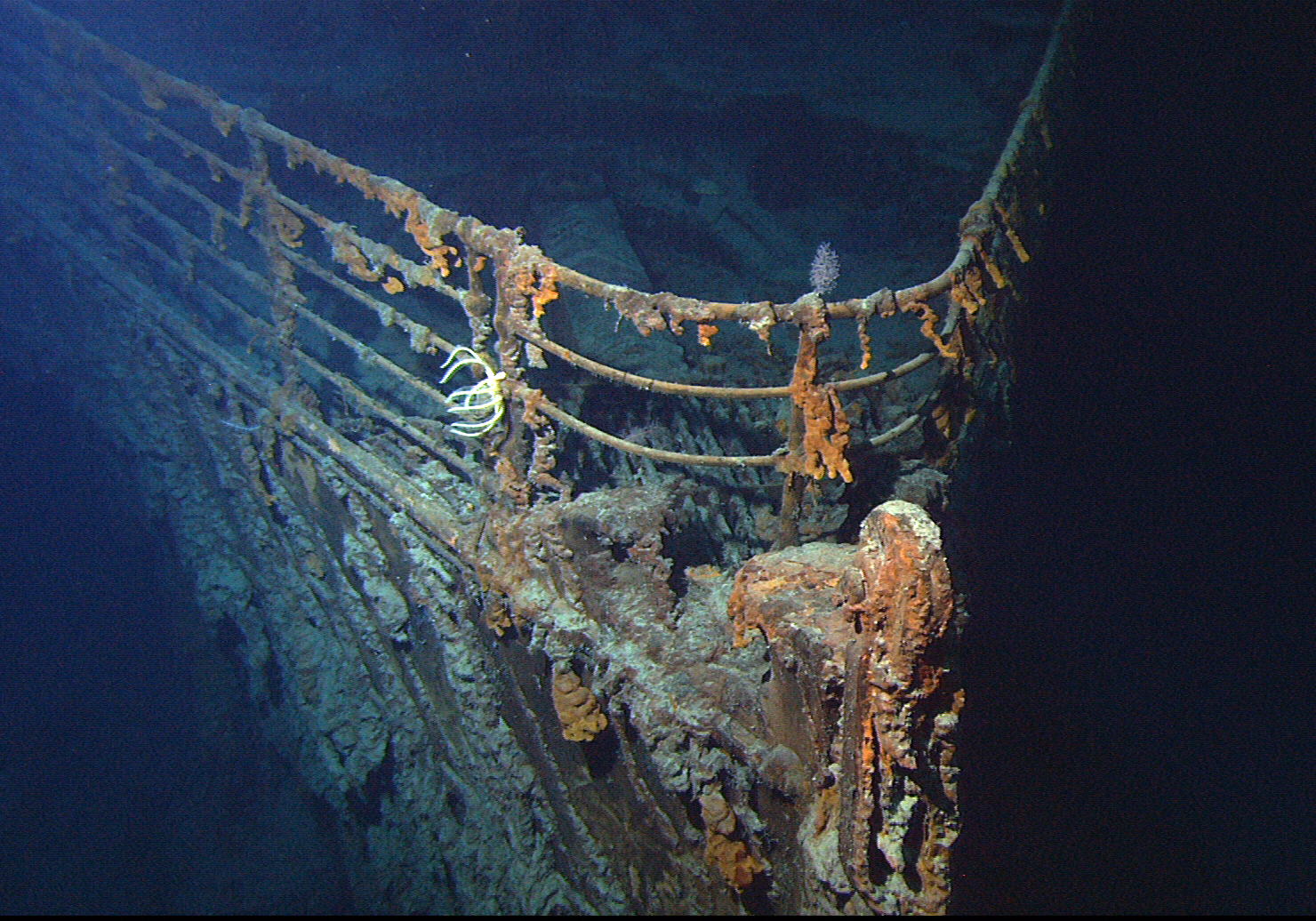
La prua del Titanic, fotografata nel 2004

L'RMS Titanic era un transatlantico britannico, naufragato nella notte tra il 14 ed il 15 aprile 1912 nell'Oceano Atlantico, durante il suo viaggio inaugurale (da Southampton a New York), a causa della collisione con un iceberg. Nel 1985 i suoi resti furono scoperti a circa 370 miglia nautiche (600 km) dalla provincia canadese di Terranova e Labrador.

### Il sommergibile

Schema con le dimensioni complessive del sommergibile

Il Titan era un sommergibile progettato e gestito dall'azienda privata statunitense OceanGate, appartenente alla classe Cyclops. Progettato per portare a bordo cinque persone a una profondità massima di 4 000 metri, ha trovato impiego per la produzione di film e media, per escursioni turistiche e per testare hardware e software negli abissi oceanici.

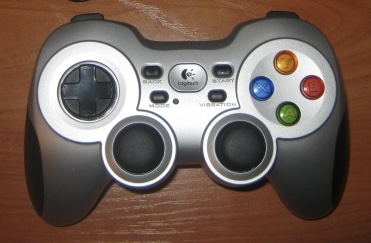
Un Logitech F710, il gamepad utilizzato per comandare il natante

Lungo 6,7 m, largo 2,8 m e alto 2,5 m, era equipaggiato con un sistema d'illuminazione esterno da 4 000 lumen, un sonar Teledyne 2D, un laser a scansione 2G Robotics e diverse telecamere ad alta risoluzione. La struttura era in fibra di carbonio e in titanio, il che gli consentiva di pesare 10 432 chilogrammi. La propulsione era fornita da quattro motori elettrici Innerspace 1002, due verticali e due orizzontali, che potevano spingere il natante fino alla velocità di 3 nodi. Il sottomarino veniva pilotato tramite un controller per videogiochi modificato, nella fattispecie un gamepad F710 della Logitech. Il mezzo era in grado di trasportare un carico di 685 chilogrammi.
Per comunicare veniva utilizzata la costellazione satellitare Starlink della società statunitense SpaceX. Si trattava inoltre dell'unico sommergibile con equipaggio a utilizzare la tecnologia Real Time Hull Health Monitoring (RTM), un sistema di monitoraggio che analizza in tempo reale le condizioni dello scafo, utilizzando degli estensimetri e dei sensori acustici colocalizzati e pensati per allertare tempestivamente il pilota in caso di pericolo imminente.

## L'incidente

### La scomparsa

Mappa raffigurante l'itinerario del sommergibile

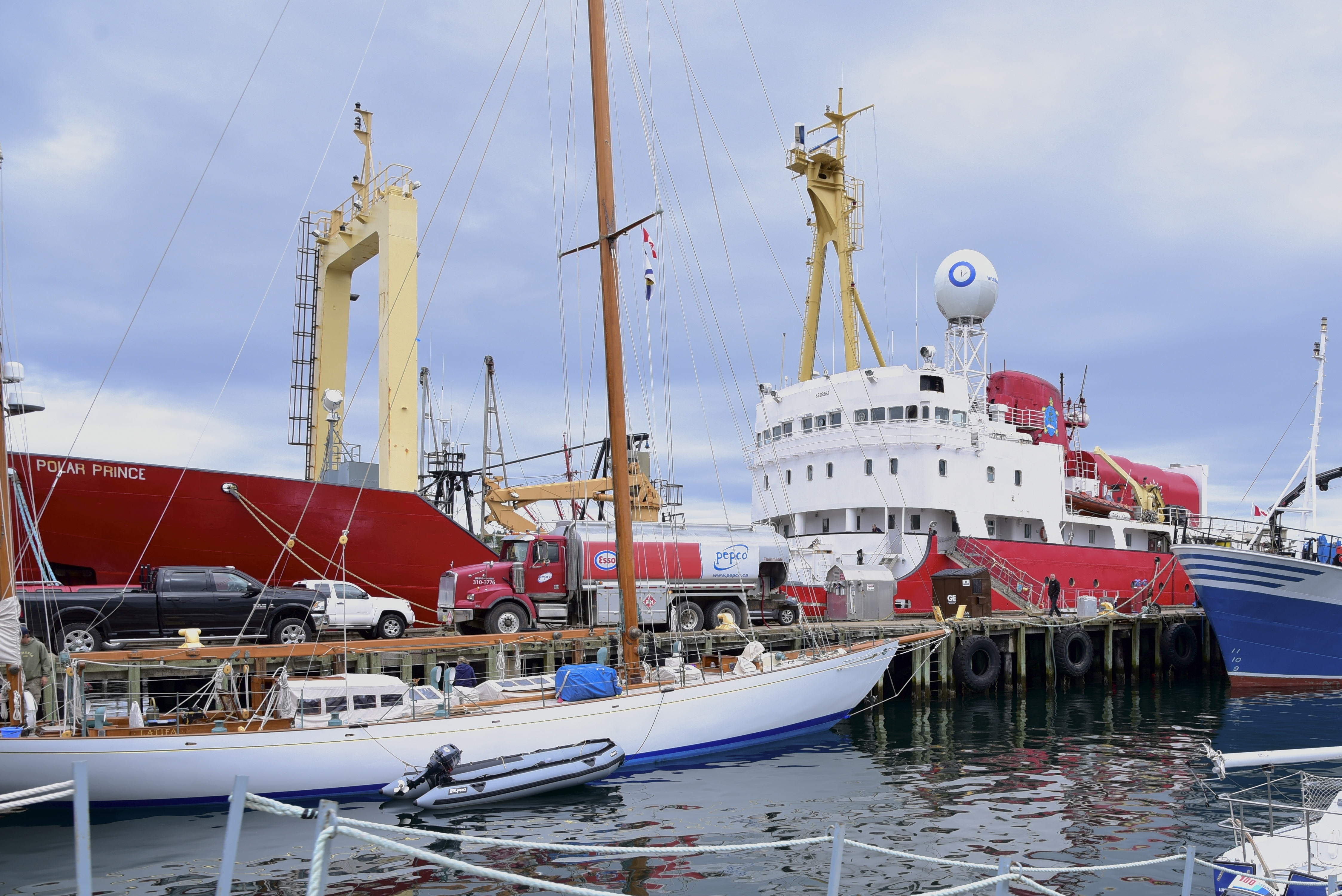
La M/N Polar Prince ha trasportato il sommergibile e l'equipaggio della spedizione fino al sito dell'immersione, sopra il relitto del Titanic

Il 16 giugno 2023 il Titan lasciò il porto di Saint John, nell'isola canadese di Terranova, a bordo della motonave Polar Prince, un ex rompighiaccio della Marina militare canadese. Il giorno seguente, dopo aver navigato per circa 640 km, la spedizione giunse in prossimità del sito del relitto; l'immersione del Titan cominciò il 18 giugno alle ore 7:00 EDT. L'operazione sembrava procedere regolarmente, con il Titan che comunicava con la nave madre ogni 15 minuti; tuttavia, dopo un'ora e 45 minuti, alle 8:45 EDT, le comunicazioni tra il sommergibile e la nave cessarono di colpo. Il natante sarebbe dovuto risalire in superficie alle 14:00 EDT; a seguito della mancata risalita, alle 16:40 EDT la Guardia costiera statunitense venne informata della scomparsa.

### Le ricerche e l'implosione
Le ricerche dei dispersi cominciarono il 20 giugno; venne perlustrata un'area complessiva di 26000 km² in superficie e circa 4000 m in profondità. Le ricerche s'intensificarono il giorno successivo, allorché vennero captati rumori provenienti dal fondale oceanico. Alle ricerche prese parte la 106th Rescue Wing, uno stormo da ricerca e soccorso della Air National Guard newyorkese. Tra i mezzi impiegati figurano la Polar Prince, quattro Boeing C-17 Globemaster III, due Lockheed C-130 Hercules, un Lockheed P-3 Orion e un Boeing P-8 Poseidon.
Le speranze di recupero dei dispersi terminarono il 22 giugno 2023 intorno alle 7:10 EDT, orario in cui si stimò che l'ossigeno disponibile a bordo del natante fosse ormai esaurito.
Per la ricerca fu dispiegato anche un drone acquatico in grado di catturare immagini nitide a oltre 6 000 metri di profondità. Secondo una prima stima del quotidiano statunitense The Washington Post, il costo iniziale solo per il trasporto dei mezzi di ricerca ammonterebbe a 1,25 milioni di dollari, fino ad arrivare a un totale di 6,5 milioni.

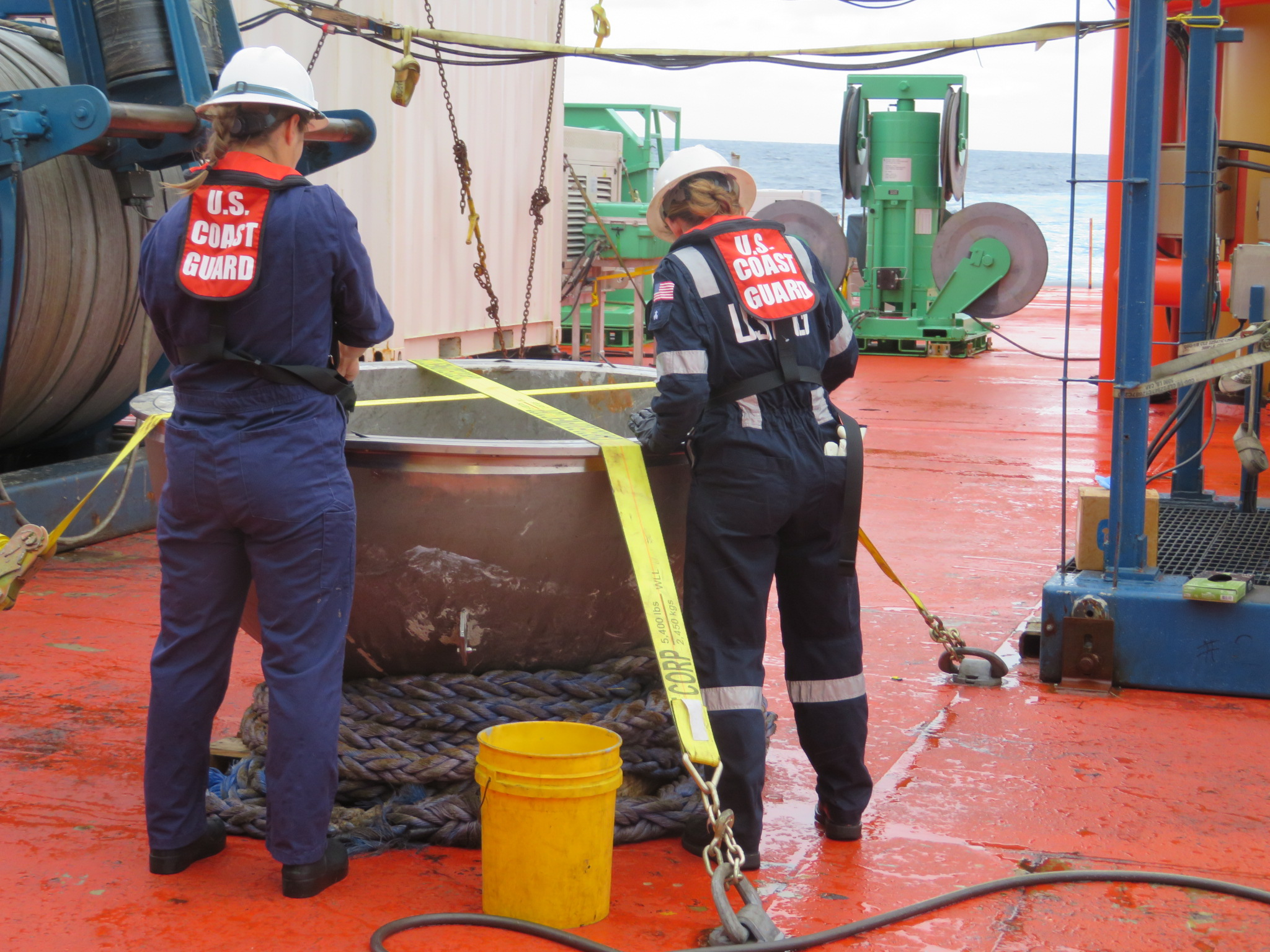
Due ingegneri della Guardia costiera statunitense che ispezionano il tappo di chiusura a poppa del Titan

Il 22 giugno un sottomarino a comando remoto, ha ritrovato alcuni detriti del Titan a circa 200 metri dal Titanic, i quali hanno fornito la prova quasi certa della sua implosione. Lo stesso giorno, durante una conferenza stampa della Guardia costiera statunitense, l'ammiraglio John Mauger ha annunciato che la causa dell'implosione è stata un "catastrofico danno alla camera di pressione".
Il 28 dello stesso mese, un ROV guidato dalla nave canadese Horizon Arctic, ha ritrovato alcuni detriti del Titan a circa 500 metri dalla prua del Titanic.
I detriti includono un telaio d'atterraggio, una copertura posteriore, l'oblò con la finestra mancante, un anello di titanio e un tappo di chiusura, anch'esso in titanio.

### Passeggeri a bordo
- Hamish Harding, 58 anni, era a capo di Action Aviation, una concessionaria di jet privati con sede a Dubai, negli Emirati Arabi Uniti.[20] Detentore di tre Guinness dei primati, nel 2021 vi era entrato per aver compiuto il viaggio più lungo e a maggiore distanza nei fondali dell'oceano, durante un'immersione nell'Abisso Challenger, la parte più profonda della Fossa delle Marianne.[21] L'anno seguente era stato passeggero del quinto viaggio nello spazio organizzato dalla Blue Origin, società privata del magnate Jeff Bezos.[22]
- Stockton Rush, 61 anni, aveva fondato la OceanGate nel 2009 e svolgeva le funzioni di amministratore delegato.[20][23]
- Paul-Henry Nargeolet, 77 anni, ex sommozzatore della Marina Francese e direttore delle ricerche per l'azienda che detiene i diritti del Titanic.[20] Soprannominato Mr Titanic, aveva preso parte alla prima spedizione per visitare i resti del transatlantico nel 1987, due anni dopo il ritrovamento dei resti del relitto.[20]
- Shahzada Dawood, 48 anni, vicepresidente del conglomerato pachistano Engro Corporation, specializzato nella produzione di fertilizzanti.[20] Era fiduciario del SETI Institute e sosteneva due associazioni benefiche fondate dal re Carlo III del Regno Unito: la British Asian Trust e la Prince's Trust International.[20]
- Suleman Dawood, 19 anni, figlio di Shahzada e studente dell'Università di Strathclyde di Glasgow, in Scozia.[20]

## Rapportistica
La United States Coast Guard ha pubblicato un rapporto finale.

## Il documentario
L'11 giugno 2025, Netflix ha pubblicato il documentario Titan: The OceanGate Disaster.